# Léninski (Oriol)
|  | Per a altres significats, vegeu «Léninski». |

Léninski (en rus: Ленинский) és un poble (un possiólok) de l'óblast d'Oriol, a Rússia, segons el cens del 2010 tenia 14 habitants. Pertany al districte municipal de Verkhóvie.